# Don Luce
Donald Harold "Don" Luce, född 2 oktober 1948, är en kanadensisk före detta professionell ishockeyforward som tillbringade 13 säsonger i den nordamerikanska ishockeyligan National Hockey League (NHL), där han spelade för ishockeyorganisationerna New York Rangers, Detroit Red Wings, Buffalo Sabres, Los Angeles Kings och Toronto Maple Leafs. Han producerade 554 poäng (225 mål och 329 assists) samt drog på sig 364 utvisningsminuter på 894 grundspelsmatcher. Luce spelade också för Omaha Knights och Salt Lake Golden Eagles i Central Hockey League (CHL) och Kitchener Rangers i Ontario Hockey Association (OHA-Jr.).
Han draftades av New York Rangers i tredje rundan i 1966 års draft som 14:e spelare totalt.
Efter sin aktiva spelarkarriär började han arbeta 1984 för Buffalo Sabres, först som talangscout och sen chef för amerikansk talangscouting, chef för spelarutveckling och assisterande tränare. 2006 lämnade han Sabres och blev anställd hos Philadelphia Flyers, där var han återigen chef för spelarutveckling och talangscout. Luce var också talangscout för Toronto Maple Leafs en säsong innan han pensionerade sig 2016.
Han är far till Scott Luce som arbetar som chef för amatörscouting för Vegas Golden Knights och var svåger till ishockeybacken Mike Boland som spelade 23 NHL-matcher under sin aktiva spelarkarriär.

## Statistik
| 1965–1966      | Kitchener Rangers       | OHA-Jr.        | 47  | 16  | 19  | 35  | 71  | 19 | 4  | 12 | 16 | 20 |
| 1966–1967      | Kitchener Rangers       | OHA-Jr.        | 48  | 19  | 42  | 61  | 94  | 13 | 7  | 9  | 16 | 35 |
| 1967–1968      | Kitchener Rangers       | OHA-Jr.        | 54  | 24  | 70  | 94  | 88  | 19 | 4  | 8  | 12 | 42 |
| 1968–1969      | Omaha Knights           | CHL            | 72  | 22  | 34  | 56  | 56  | 7  | 3  | 4  | 7  | 11 |
| 1969–1970      | New York Rangers        | NHL            | 12  | 1   | 2   | 3   | 8   | 5  | 0  | 1  | 1  | 4  |
|                | Omaha Knights           | CHL            | 64  | 22  | 35  | 57  | 82  | 2  | 1  | 2  | 3  | 4  |
| 1970–1971      | New York Rangers        | NHL            | 9   | 0   | 1   | 1   | 0   | —  | —  | —  | —  | —  |
|                | Detroit Red Wings       | NHL            | 58  | 3   | 11  | 14  | 18  | —  | —  | —  | —  | —  |
| 1971–1972      | Buffalo Sabres          | NHL            | 78  | 11  | 8   | 19  | 38  | —  | —  | —  | —  | —  |
| 1972–1973      | Buffalo Sabres          | NHL            | 78  | 18  | 25  | 43  | 32  | 6  | 1  | 1  | 2  | 2  |
| 1973–1974      | Buffalo Sabres          | NHL            | 75  | 26  | 31  | 57  | 44  | —  | —  | —  | —  | —  |
| 1974–1975      | Buffalo Sabres          | NHL            | 80  | 33  | 43  | 76  | 45  | 16 | 5  | 8  | 13 | 19 |
| 1975–1976      | Buffalo Sabres          | NHL            | 77  | 21  | 49  | 70  | 42  | 9  | 4  | 3  | 7  | 6  |
| 1976–1977      | Buffalo Sabres          | NHL            | 80  | 26  | 43  | 69  | 16  | 6  | 3  | 1  | 4  | 2  |
| 1977–1978      | Buffalo Sabres          | NHL            | 78  | 26  | 35  | 61  | 24  | 8  | 0  | 2  | 2  | 6  |
| 1978–1979      | Buffalo Sabres          | NHL            | 79  | 26  | 35  | 61  | 14  | 3  | 1  | 1  | 2  | 0  |
| 1979–1980      | Buffalo Sabres          | NHL            | 80  | 14  | 29  | 43  | 30  | 14 | 3  | 3  | 6  | 11 |
| 1980–1981      | Buffalo Sabres          | NHL            | 61  | 15  | 13  | 28  | 19  | —  | —  | —  | —  | —  |
|                | Los Angeles Kings       | NHL            | 10  | 1   | 0   | 1   | 2   | 4  | 0  | 2  | 2  | 2  |
| 1981–1982      | Toronto Maple Leafs     | NHL            | 39  | 4   | 4   | 8   | 32  | —  | —  | —  | —  | —  |
|                | Salt Lake Golden Eagles | CHL            | 2   | 1   | 0   | 1   | 4   | 10 | 2  | 5  | 7  | 8  |
| NHL totalt     | NHL totalt              | NHL totalt     | 894 | 225 | 329 | 554 | 364 | 71 | 17 | 22 | 39 | 52 |
| CHL totalt     | CHL totalt              | CHL totalt     | 138 | 45  | 69  | 114 | 142 | 19 | 6  | 11 | 17 | 23 |
| OHA-Jr. totalt | OHA-Jr. totalt          | OHA-Jr. totalt | 149 | 59  | 131 | 190 | 253 | 51 | 15 | 29 | 44 | 97 |